# Acraea kibwezia
Acraea kibwezia är en fjärilsart som beskrevs av Embrik Strand 1913. Acraea kibwezia ingår i släktet Acraea och familjen praktfjärilar. Inga underarter finns listade i Catalogue of Life.